# Lastbil

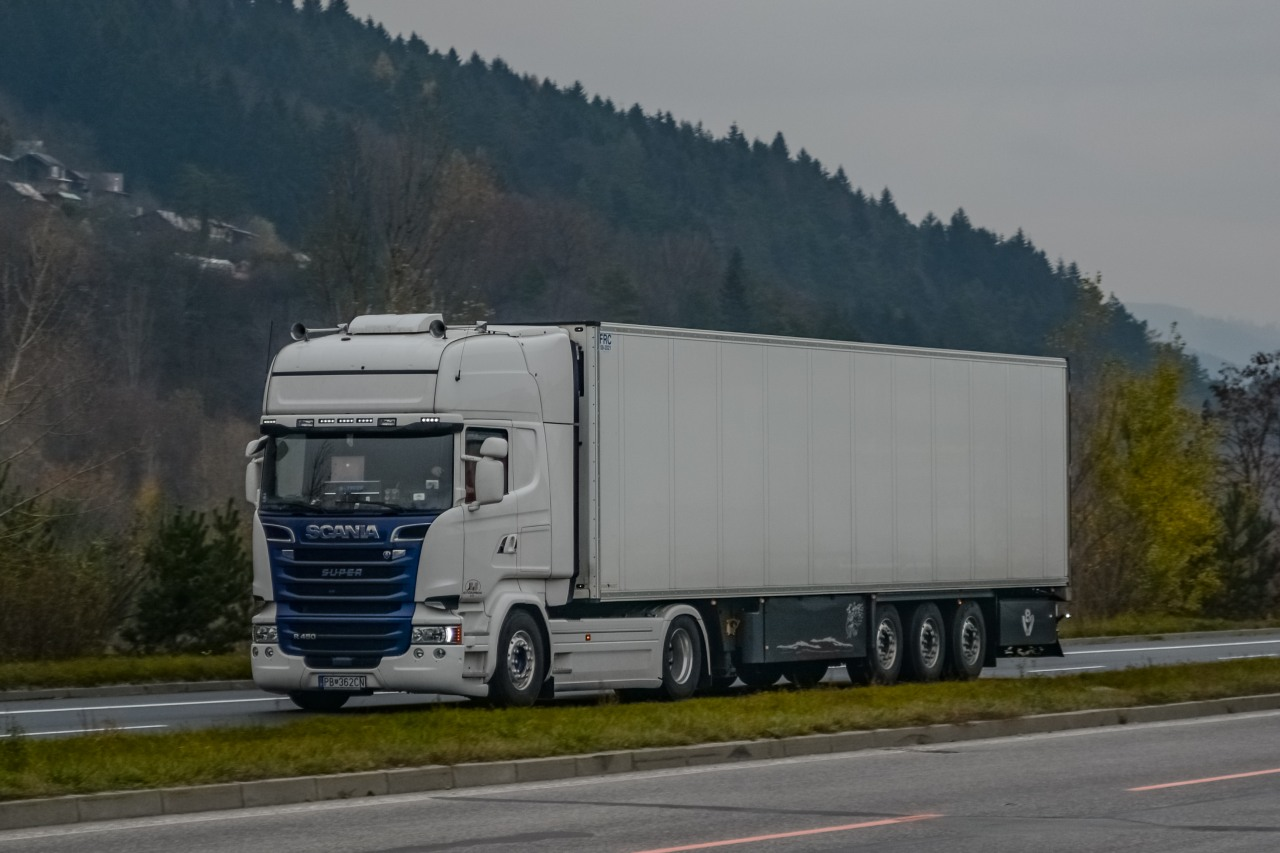
En Scania R450 kopplad till en påhängsvagn.

En lastbil eller lastvagn är ett motorfordon som är avsett för gods- eller djurtransport. Lastbilar varierar mycket i storlek beroende på modell och användningsområde. Lastbilen kan definieras som en bil som varken kan anses vara en personbil eller en buss. I Sverige delas de in i lätta lastbilar (högst 3,5 ton), medeltunga lastbilar (högst 7,5 ton) och tunga lastbilar (>7,5 ton).

## Historia
Den första lastbilen i världen byggdes av Daimler 1891. Den första Sverigebyggda lastbilen tillverkades 1897 av Scania. I Göteborg provkördes en lastbil 17 maj 1900 genom en tur mellan Göteborg och Kungsbacka. Den var tillverkad av Motorfahrzeug- und Motorenfabrik Berlin Aktien Gesellschaft i Berlin och inköpt av bryggeriet J. A. Pripp & Son i Göteborg. Bilen kunde lasta drygt 3 000 kilo på slät väg. Farten kunde ställas in på fyra nivåer; 4, 7, 10 eller 14 km/tim.
I början ansågs lastbilen vara ett komplement till hästdragna lastvagnar, järnvägar och sjöfartstransporter. Under 1920-talet utvecklades lastbilarna snabbt, och gick från kedjedriftssystem och solida gummidäck till kardandriftssystem och tryckluftsdäck. Volvos första lastbil med boggiaxel var LV64 LF (Long Frame), vilken kom 1929. Lastbilstillverkaren Tidaholm lanserade sin treaxliga långtradare 1930 och Scania Vabis första lastbil med boggi var modell 355 som kom 1933.
Under andra världskriget och 1940-talets första hälft såldes inte så många lastbilar, även om lastbilar blev en del av arméerna. Under 1950-talet ersattes bensinmotorer och rudimentära dieselförbränningsmotorer av effektiva dieselmotorer, vilket ledde till att lastbilarna blev längre och tyngre. Under 1960-talet blev lastbilen det vanligaste transportmedlet, både beroende på förbättring av infrastrukturen och lastbilarna. Under 1980-talet blev lastbilarna miljövänligare, med bättre, effektivare och starkare motorer och luftfjädringssystem. Under 1990-talet fortsatte miljöutvecklingen, och datorerna blev en större del av lastbilarna med olika IT-lösningar.

### Svenska tillverkare
Svenska Volvo och Scania har en hög andel av världsmarknaden för lastbilar. Detta beror delvis på den starka konkurrensen dem emellan, men även andra faktorer som hör samman med en liten men krävande hemmamarknad. För det första har den ringa storleken på hemmamarknaden tvingat företagen att expandera genom export. Samtidigt har det i Sverige länge varit tillåtet med längre och tyngre lastbilar än på andra håll i Europa, dessutom utförs mycket trafikarbete under svåra förhållanden som i skogen. Det har drivit på utveckling av motorer, drivlinor och chassi som således alltid varit i framkant. När så Västtyskland införde minimikrav på effekt per viktenhet i slutet av 60-talet för att få lastbilarna att bättre följa trafikrytmen kunde Volvo och Scania ta stora andelar av marknaden med sina redan välbeprövade koncept med motorstarka turbodieseldrivna lastbilar. Men även fackligt drivna krav på ergonomi och komfort, samt tidigt införda krav på hyttsäkerhet i Sverige har bidragit till en framskjuten ställning inom hyttdesign som även uppskattas internationellt.

## Typer

### Registreringstyper
Lastbilar indelas legalt i:
- Lätt lastbil, totalvikt max 3 500 kg.
- Tung lastbil, totalvikt som överstiger 3 500 kg, kräver särskild körkortsbehörighet.
  - Tunga lastbilar indelas också i två kategorier. Tunga lastbilar med totalvikt upp till 16 500 kg och därefter över 16 500 kg. Tunga lastbilar under 16 500 kg är oftast tvåaxlade och används därför ofta i distributionstrafik.
  - I Norge är "lett lastebil" en lastbil med totalvikt mellan 3 500 kg och 7 500 kg och "tung lastebil" är en lastbil på över 7 500 kg. Båda kräver särskild behörighet, norsk C1-behörighet är begränsad till norsk lätt lastbil[11]  medan C-behörighet gäller för båda.[12]

### Användningstyper

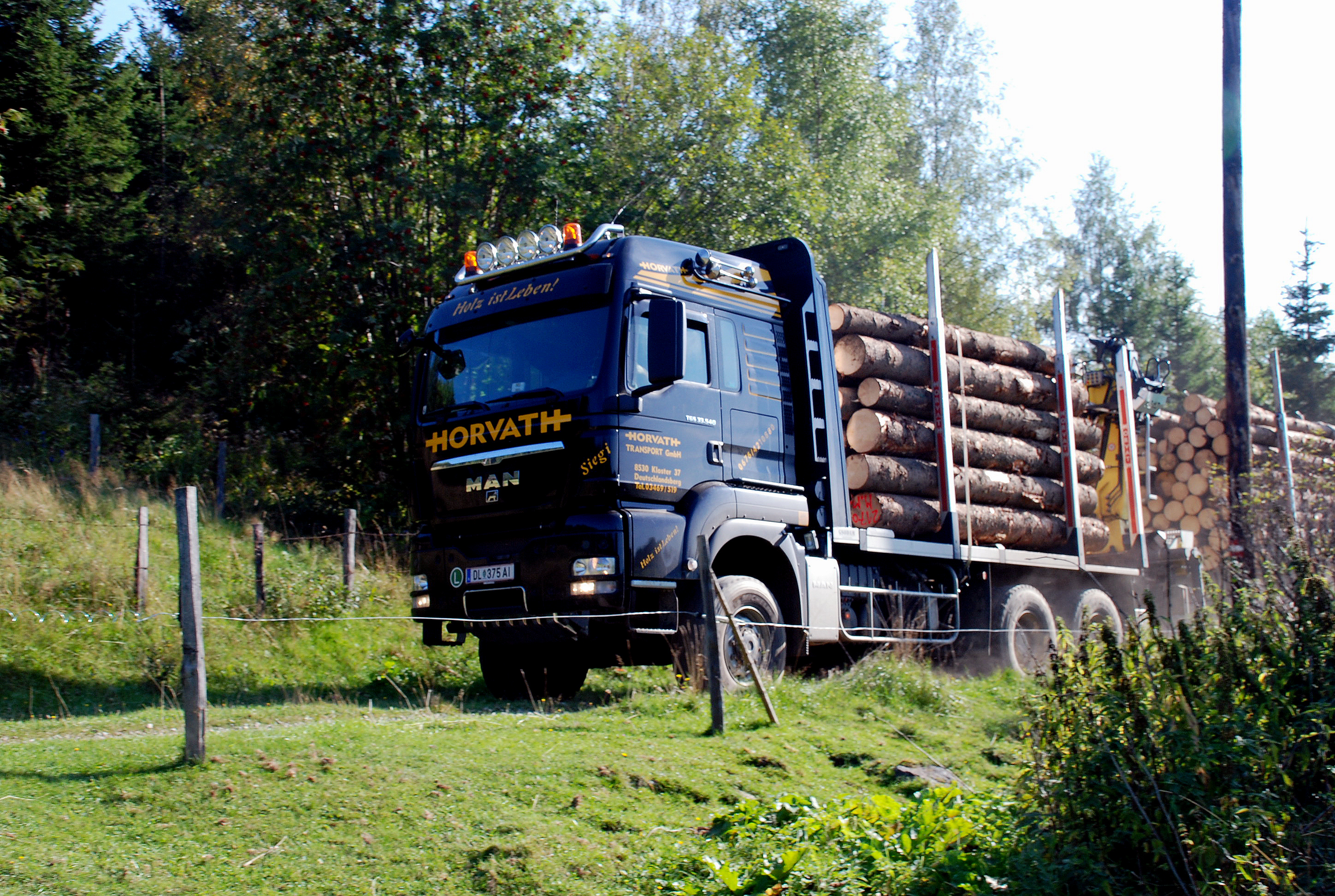
Timmerlastbil.

Lastbilar indelas även efter användningssätt:
- Långtradare för fjärrtransporter. Ofta av maximallängd (Lastbil + släp 24 m eller Euromodul dvs. Lastbil + semitrailer + släpkärra ("jigg") eller Lastbil + dolly + semitrailer 25,25 m i Sverige och Finland, i övriga EU-länder vanligen 16.5 m semitrailer ekipage (18.75 m lastbil med släpvagn).
- Distributionsbilar för användning inom en region. Ofta försedda med bakgavellift.
- Anläggningsbilar för transport av jord, grus och sten.
- Timmerbilar för transport av obarkat timmer från skogen till industrin.
- Specialfordon som brandbilar, kranbilar, betongbilar, sopbilar etc.

Lastbilstillverkarna bygger nästan uteslutande bara chassin, medan påbyggnadsföretag bygger själva lastbärarna till exempelvis tankbilar, timmerbilar, sopbilar, brandbilar och kylbilar. Dessutom finns särskilda tillverkare av trailers och släpvagnar. 
En "lastväxlare" är en lastbil som kan bära olika typ av flak eller containrar, öppna eller slutna, och som har en kran för att lasta och lossa dessa. Medan vanliga täckta lastbilar framförallt används för styckegods eller gods på lastpallar, används lastväxlare till containergods och bulkgods, till exempel avfall. Eftersom lasten inte höjs ovanför lastväxlarens höjd vid växling, så kan lastväxlare även användas i låga utrymmen.

## Lastbilar i trafik i Sverige
Vid slutet av år 2023 fanns i Sverige 85 431 tunga lastbilar registrerade. Därtill finns mer än 600 000 lätta lastbilar registrerade.

## Maxvikt och trafiksäkerhet
Den högsta tillåtna bruttovikten på lastbilsekipage skiljer sig åt mellan olika länder. 

### Sverige
Inom Sverige tillåts fr o m 1 maj 2018 generellt lastbilsekipage som väger 74 ton. Det finns undantag, till exempel E6 Malmö - Göteborg, där maxvikten är 80 ton nattetid.
I Sverige utgör tunga lastbilar närmare 16 procent av fordonstrafiken men medverkar vid ca 23 procent av trafikolyckorna med dödlig utgång. Flera studier visar att svåra olyckor där en tung lastbil är inblandad sällan beror på lastbilsföraren. Vanligast är kollision med mötande personbil som kommit över i fel körfält. Genom att ersätta flera små lastbilar med färre men större lastbilar så minskas antalet lastbilsfronter att sladda in i. Större lastbilar sänker transportkostnaden, vilket gör att transportköpande industrins konkurrenskraft ökar så mycket att antalet lastbilar möjligen kan nära nog bibehållas. Därmed kan trafiksäkerhetseffekten av större lastbilar delvis ätas upp, men i så fall alltså mer än väl uppvägt av samhällsnyttan i näringslivet
En olyckstyp där lastbilsföraren ofta är vållande, är krock med cyklist vid högersväng. I innerstäder med många cyklister finns olika begränsningar på lastbilarnas storlek.. Allt fler lastbilar har system för att detektera och varna för cyklister i närheten via kameror och andra typer av sensorer.

### Europa
De flesta europeiska länder tillåter max 40-48 ton bruttovikt. 

#### Finland
I Finland tillåts sedan oktober 2013 upp till 76 ton bruttovikt.

### USA
I USA är maximal bruttovikt på det federala Interstatevägnätet generellt 36 ton, men i de flesta delstater tillåts högre bruttovikt på Interstatevägarna. Exempelvis tillåts i staten New York bruttovikter på 65 ton. På viktigare stråk i delstaternas egna vägnät tillåts i många fall betydligt längre och tyngre fordon än på det federala interstatevägnätet. 

## Miljöpåverkan

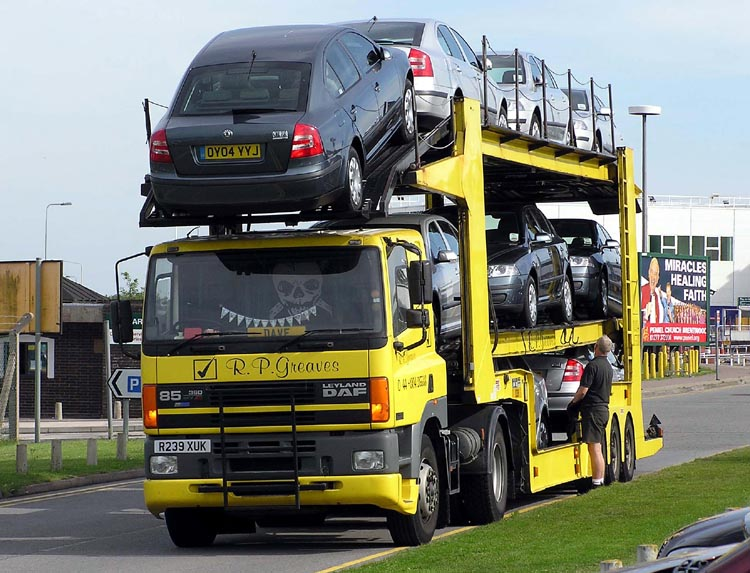
DAF dragbil med en autotransports semitrailer som kör Škoda Octavia-bilar i Cardiff, Wales.

Lastbilar bidrar likt personbilar till buller, luft- och vattenföroreningar. Moderna lastbilar med Euro 6-motorer släpper emellertid ut mycket mindre luftföroreningsutsläpp än personbilar. Sett till buller avger lastbilar avsevärt högre ljudnivåer vid alla hastigheter jämfört med typiska bilar. Den här kontrasten är särskilt stor bland tunga lastbilar.
Man har oroat sig för lastbilstransporters påverkan på miljön, speciellt som en del av debatten om global uppvärmning. Mellan 1990 och 2003 ökade koldioxidsutsläppen från transportkällor med 20%, trots förbättringar i fordonens bränsleeffektivitet. 2005 stod transporter för 27% av USA:s växthusgasutsläpp, vilket ökade snabbare än någon annan sektor. Enligt en beräkning från USA:s regering från 1995 är energiförbrukningen för att bära ett ton frakt en kilometer ligger genomsnittligt på 337 kJ för vatten, 221 kJ för järnväg och 2 000 kJ för lastbilar, samt nästan 13 000 kJ för lufttransporter.. Genom att använda lastbilar med högre kapacitet och effektivare logistik uppnås betydligt bättre energieffektivitet för lastbilstransporter i Sverige än i t.ex. USA. Enligt Miljöpartiet (2008) förbrukade svenska lastbilar vid oklar tidpunkt i snitt 0.25 kWh/ton*km, vilket motsvarar 900 kJ/ton*km och därmed under hälften av energiförbrukningen på lastbil i USA före 1995 enligt ovan. Emellertid har Sverige minskat lastbilarnas energiförbrukning per ton*km genom att höja största tillåtna bruttovikt från 60 till 64 ton (2015). Uppföljning av testfordon med upp till 90 ton bruttovikt genomförs inom projekt "High Capacity Transports" i Sverige. Resultat visar på energieffektivisering på upp till ca 20 %, jämfört med ekipage med 60 tons bruttovikt. Under 2017 planerar regeringen höja max tillåten bruttovikt för lastbilar från 64 till 74 ton. Detta kommer alltså att minska energiförbrukningen per ton*km ytterligare på svenska lastbilar, jämfört med i USA där lastbilarna är mycket mer energislukande per ton*km på grund av deras låga lagliga bruttovikt.
Idag finns det bio-syntetiska dieseldrivmedel som ger betydligt mindre miljöpåverkan, som t.ex. NexBTL. Det är en typ av Hydrogenated vegetable oil (HVO). Många olika sorters biobaserade, syntetiska dieseldrivmedel, som är mycket renare än råljebaserad dieselolja, och som också ger mycket renare avgaser, är under utveckling. Via Fischer-Tropsch-processen kan s.k. BTL-drivmedel produceras ur skogsavfall, m.m. Idag är ca 20 volymprocent av den dieselolja som säljs i Sverige baserad på biomassa, enligt SPBI. Om motorvägarna skulle förses med elledningar, på samma sätt som järnvägar, skulle långtradarna även kunna ha en elmotor och köras långa sträckor på el. Två pilotprojekt med elvägar genomförs i Sverige, varav den första ligger på E16 vid Sandviken och öppnades år 2016. Beslutet att elektrifiera vägar i större skala ligger hos politikerna, inte näringslivet, i och med att vägarna ägs av staten och inte av företag. Enligt Siemens, ABB, m.fl. är det betydligt billigare att elektrifiera vägar och bygga på långtradare med en elmotor, än att bygga fler nya järnvägar.

## Vägtullar för buller och luftförorening
I Tyskland, Schweiz och Österrike finns särskilda vägtullar för lastbilar. I Tyskland gäller vägtullen på motorvägar för lastbilar över 12 ton. Tullavgiften ligger sedan 2009 på 14 till 29 eurocent per kilometer, beroende på lastbilens storlek och miljöklass. I Österrike tillämpas en vägtull på 15-37 eurocent per kilometer på motorvägar för alla fordon som kan lastas till en totaltvikt på minst 3,5 ton. Även i Schweiz tillämpas vägtull för lastbilar över 3,5 ton, men här gäller tullavgiften på alla vägar, inte bara motorvägar, och avgiften beräknas till cirka 0,03 franc per tonkilometer.
Sommaren 2011 antog Europeiska unionen en regel som säger att medlemsländerna kan ta ut en extra vägtull för lastbilar. Mellan tre och fyra eurocent per fordon och kilometer extra får medlemsländerna lägga på priset för användning av vägarna för att kunna täcka de kostnader, för bland annat luftföroreningar och buller, som vägtransporten orsakar. För att motverka trafikstockning får tullavgiften varieras över dygnet. Direktivet om vägtullar gäller för fordon över 3,5 ton.
Många miljöorganisationer söker lagar och incitament för att uppmuntra företag att byta från väg till järnväg. Svenska Naturskyddsföreningen vill ha en kilometerskatt på två kronor per kilometer för fordon över 3,5 ton.

## Kilometerskatt för vägslitage
Regeringen har tillsatt en utredning om avståndsbaserad vägslitageskatt för tunga lastbilar, vardagligt kallad kilometerskatt. Utredningen leds av den s.k. Vägslitageskattekommittén (Fi 2015:13). Förhandsinformation har nämnt att skatten kan komma att ge en intäkt på ca 4 miljarder kr per år. Uppdraget skulle enligt direktiv 2015:47 ha redovisats senast den 9 december 2016, men ännu i januari 2017 är arbetet inte slutfört.
Åkeribranschen har låtit genomföra en egen utredning om vilka kostnader för vägslitage som vållas av tunga fordon. Den utredningen redovisades i en lägesrapport 2016-05-23, samt i en slutrapport 2016-09-27. Resultaten visar att av Trafikverkets kostnadsposter för underhållsbeläggningar, grusvägsunderhåll samt reparation av vägskador, härrör endast en fjärdedel från slitage och skador vållat av trafiklast, medan tre fjärdedelar härrör till "tidens tand" i form av klimat (tjälskador, frys-/töcykler, UV-strålning m.m.), dålig dränering, byggfusk osv. I 2015 års prisnivå kostar den tunga trafikens vägslitage 0.91 Miljarder kr eller ca 0.11 kr per ESAL10*km, där ESAL10 står för vägslitagemåttet "10-tonsstandardaxel". Utredningen visar även hur stor vägslitagekostnad som vållas av elva olika fordonskombinationer, redovisat per ton*km transportarbete. Av de elva analyserade fordonskombinationerna ges lägst vägslitagekostnad av föreslagna ekipage med max 74 ton bruttovikt (väntas bli tillåtet under år 2017), medan Europas vanligaste lastbilskombination för fjärrtransport 40 tons EU-semitrailer ger drygt dubbelt så hög vägslitagekostnad. En orsak till 40 tons semitrailerekipagens höga vägslitageeffekt är att de har exceptionellt hög drivaxellast; 11.5 ton lagligt. Enligt rapporten har Trafikverkets kontrollmätningar visat att dessa EU-semitrailers i verkligheten ofta har illegalt överlastad drivaxel; inte sällan i intervallet 13 - 16 ton. Detta ger i praktiken betydligt högre vägslitageeffekt än vad utredningen redovisar. Den tunga trafikens vägslitageeffekt kan halveras, genom att förstärka underdimensionerade landsvägar så att de får bärförmåga likvärdig med modernt byggda vägar. Orsaken är enligt rapporten att den vägvänliga nyttan av att bygga fordon så att axlar arrangeras i axelgrupper, den nyttan uppstår inte på underdimensionerade vägar men bara på normalt byggda vägar.

## Framkomlighet
För att ge bra framkomlighet för tunga lastbilar som kör på anläggningsbyggen, utför rundvirkestransporter eller rent av kör offroad, är chassit designat för att medge flexrörelser. I landsvägsfart utgör flexrörelser ("beam bending") problem, då de ökar förarens exponering av helkroppsvibration.

### Lastbilars framkomlighet vintertid
I många länder med kallt klimat (där det ofta förekommer is och snö på vägarna) lider trafiken av dålig framkomlighet för lastbilsekipage i långa branta motlut. Lagstiftade motmedel kan vara vinterdäck (i Sverige lag på vinterdäck på drivaxeln från 1 jan 2013) och snökedja (i Norge lag sedan lång tid). 
Lastbilar klarar långa branta stigningar även med kontinentala "plastdäck" under förutsättning att vägfriktionstalet är minst 0,25 och det är tillräcklig last på drivaxel/-ar. Medan personbilar har 45–55 procent av bilens vikt på drivaxeln, har många lastbilsekipage svårt att nå ens 25 procent på drivande axel/axlar. Halare än vägfriktionstal 0,25 får det aldrig vara på "saltvägar" (dvs statliga landsvägar i Trafikverkets driftklasser 1-3); i annat fall uppfylls inte Trafikverkets kontraktskrav på förebyggande halkbekämpning. Nordiska dragbilar har ofta boggimonterade bakhjul som lastas med upp till 19 ton. I svåra motlut kan föraren hissa boggiaxeln för att öka drivaxelns marktryck, minska slirningen och därmed öka framkomligheten. Då passeras ofta tvåaxliga dragbilar som står och slirar sönder vägbanan med snökedjor på underlastad drivaxel. Boggilyft i svåra backar är praxis sedan över 70 år (exempel på tillverkare/varumärke: Zetterbergs "Zeta-lyften" från tidigt 1940-tal) och är inte känt för att skada vare sig nedisade (oftast stelfrusna) vägkonstruktioner eller fordon/däck. (Däremot finns rapporter om vägskador från tung trafik i svåra stigningar i söderläge. Dessa skador är orsakade av att asfaltens bitumen mjuknar i extrem sommarvärme, vilket medför att vägbeläggningen förlorar mycket av sin lastfördelande egenskap så att vägens bärförmåga sjunker under heta sommardagar). 
Många åkare i Norge monterar aldrig de snökedjor man enligt lag medför. När det blir så halt parkerar man och ringer efter plog-/sandbilen. Till orsakerna hör är att det kan vara svårt att utan trafikolycksrisk montera av/på kedjorna (vägen saknar lämplig "kättingplats"; d.v.s. en bred och lång speciellt skyltad ficka där lastbilsekipaget och föraren ryms bredvid vägbanan, placerad på lagom accelerationssträcka före stigningen), samt att kedjor bullrar (stressar djur vid djurtransport), kan orsaka gnistbildning (farligt, särskilt vid transport av brandfarligt gods) och slår sönder vägbanan (i synnerhet då vägytan består av tjockt lager hårdpackad is/snö).
Körtips för att ta ett tungt lastbilsekipage upp för och ned för långa branta hala backar finns på YouTube.

## Tillverkare

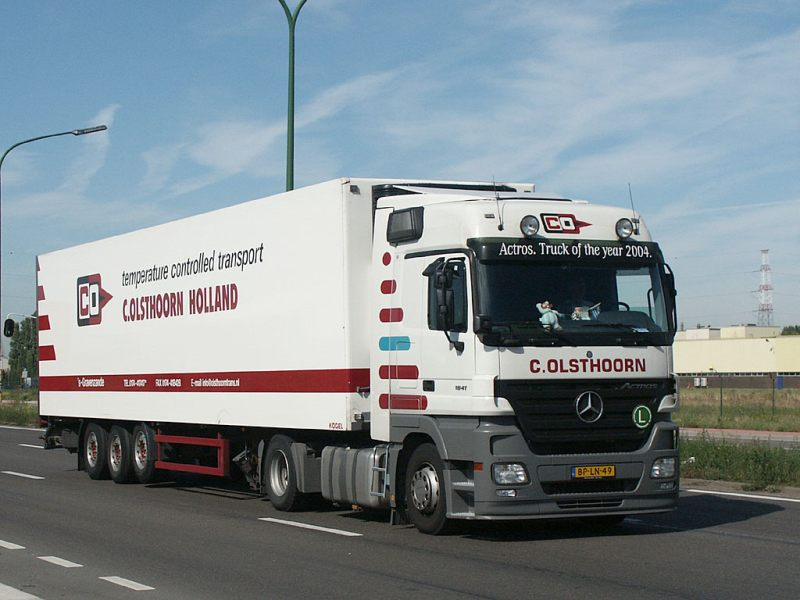
Kyltransport med dragbil av märket Mercedes-Benz.

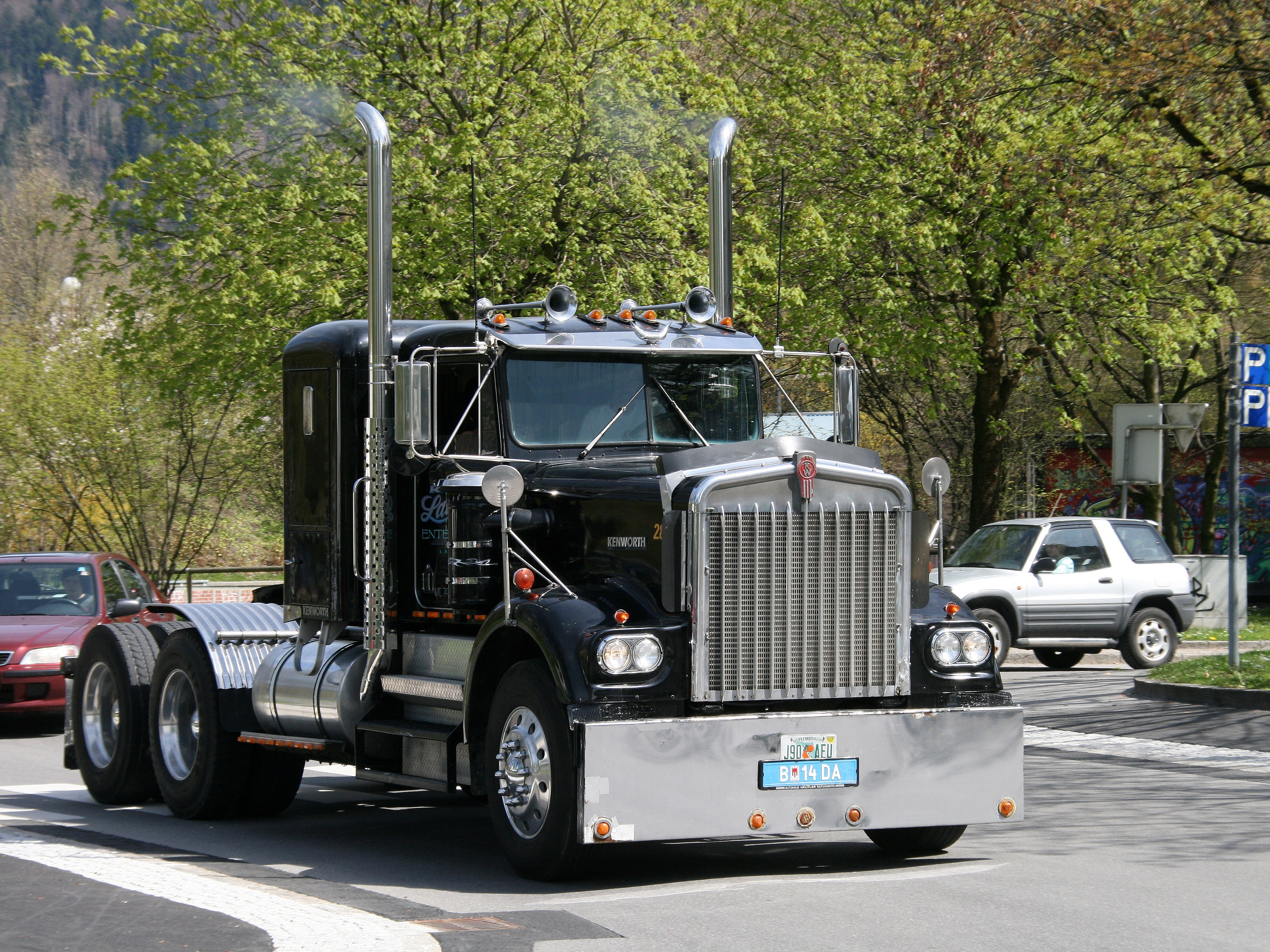
Kenworth utan släp. Bilden är tagen i Bregenz i Österrike och lastbilen har österrikiska registreringsskyltar.

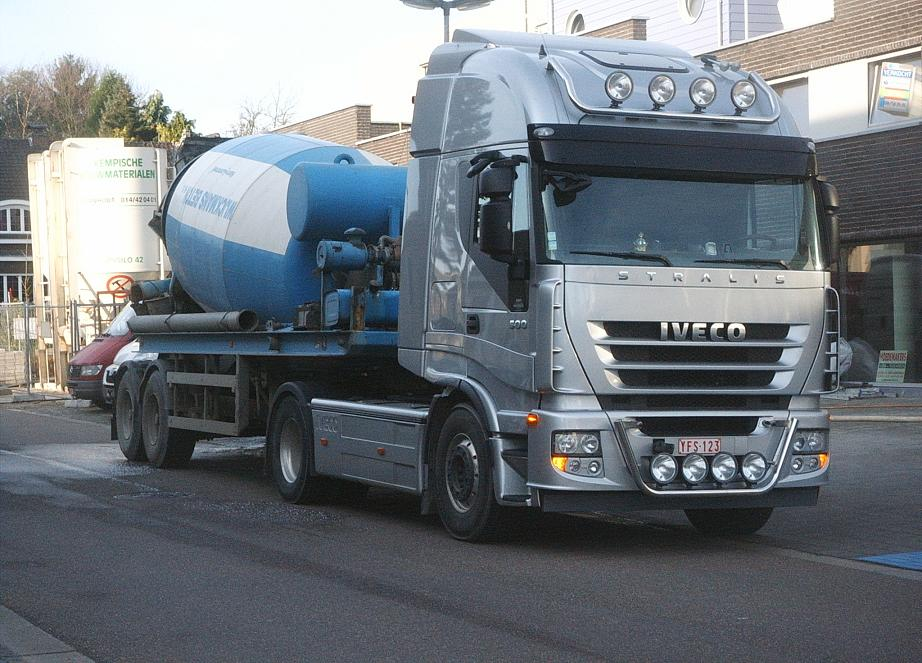
Betongblandare som dras av en Iveco.

Några tillverkare av lastbilar eller delar till lastbilar är:
- DAF
- Navistar International
- Iveco
- Jelcz
- KAMAZ
- GAZ
- AMO ZIL
- MAZ
- KRAZ
- Ural
- Kenworth
- MAN
- Mercedes med de övriga varumärkena Freightliner och Fuso
- Peterbilt
- Renault Trucks
- Scania
- Sisu Auto
- Sterling trucks
- Tata Motors
- Tatra
- Tesla
- Volvo med de övriga varumärkena Renault Trucks, Mack Trucks och UD Trucks
- Western Star Trucks

### Lastbilssläp
- Benalu
- Briab
- Chereau
- Ekeri
- Fruehauf
- Goldhofer
- Härryda
- Interconsult
- Jyki
- Krone
- Limetec
- MST
- NTM
- Närko
- Schmitz
- Tankmobil
- Translink (Tidigare namn; Kilafors.)
- Van Hool

## Media

### Musik
Lastbilen och trucker-livsstilen hyllas i en rad låtar, framförallt inom countrymusiken. Även inom andra genren förekommer hyllningar till lastbilen.
- Ett exempel är thrash-metal bandet BigRig[50], vilket t.o.m. tog sitt namn efter ett amerikanskt smeknamn på semitrailerekipage.
- Red Sovine har gjort en rad lastbilslåtar; Giddyup Go[51], Teddy Bear[52] och Phantom 309[53].
- Cold Shoulder[54] av Garth Brooks handlar om en lastbilschaufför som blivit stående på vägrenen under ett oväder, och där fantiserar om att vara hemma hos sin fru.
- Convoy[55] är en countrylåt av C. W. McCall.
- Eighteen Wheels and a Dozen Roses[56] blev 1987 en hit för countrysångaren och låtskrivaren Kathy Mattea.
- Papa Loved Mama[57] av Garth Brooks handlar om en lastbilschaufför och hans fru.
- Roll On (Eighteen Wheeler)[58] av Alabama handlar om en lastbilschaufför som varje kväll ute på vägarna ringer hem till sin familj.
- Six Days on the Road[59] med Dave Dudley.
- Truck Drivin' Song[60] av Weird Al Yankovic handlar om en kvinnlig lastbilschaufför, och framförs av en man med mörk stämma.